# Miguelín (matador)
Ne doit pas être confondu avec Miguelín (futsal).
Miguel Mateo Salcedo dit « Miguelín », né le 19 mars 1939 à Abarán (Espagne, province de Murcie), mort le 21 juillet 2003 à San Roque (Espagne, province de Cadix), était un matador espagnol.

## Présentation
Bohème, hétérodoxe, iconoclaste et rebelle sont sans doute les mots qui qualifient le mieux « Miguelín » et son style de toreo. Il pouvait toréer de la façon la plus vulgaire qui soit, et quelques instants plus tard, de façon très classique. Durant toutes les années 1960, il a été l’un des principaux rivaux de « El Cordobés » qui refusait de faire le paseo en sa compagnie : les deux matadors ne se sont affrontés de façon directe qu’à deux reprises en 1964, à Jaén et à Murcie. Les deux fois, « Miguelín » est sorti en triomphe, « El Cordobés » sous la bronca.
Son « fait d’armes » le plus connu date de mai 1968 : au cours d’une corrida à Madrid, il avait, en costume-cravate, sauté en piste pour démontrer que le toro d'El Cordobes était ridicule.
Il interpréta aussi le rôle du torero dans Le Moment de la vérité, film de Francesco Rosi (1965).

### Carrière
- Débuts en novillada avec picadors : Algésiras le 10 avril 1955 aux côtés de Pepín Jiménez et Sergio Flores.
- Débuts à Madrid (Plaza de Vista Alegre) : 1er avril 1956.
- Présentation à Madrid (Plaza de las Ventas) : 31 mars 1957 aux côtés de Fermín Murillo et Luis Segura. Novillos de la ganadería de José Matías Bernardos.
- Alternative : Murcie (Espagne), le 9 septembre 1958. Parrain, Luis Miguel Dominguín ; témoin, César Girón. Taureaux de la ganadería de Francisco Galache.
- Confirmation d’alternative à Madrid : 24 avril 1960. Parrain, Gregorio Sánchez ; témoin, Antonio Cobos. Taureaux de la ganadería de Juan Cobaleda.